# محاکمه (فیلم ۲۰۱۴)
محاکمه (انگلیسی: The Trial) فیلمی فیلیپینی در سبک درام خانوادگی است که در سال ۲۰۱۴ منتشر شد.